# Сассетти, Франческо
Франческо Сассетти (итал. Francesco Sassetti; 9 марта 1421 — апрель 1490) — итальянский банкир.

## Биография
Франческо родился во Флоренции и был младшим сыном Томмасо Сассетти. Впервые он упоминается в записях о его поступлении на службу в знаменитый банк Медичи в 1438 или 1439 году (в возрасте 17 или 18 лет) работником филиала в Авиньоне, нанятым Козимо Медичи. Он заметно быстро продвинулся по службе, и вскоре стал младшим компаньоном в филиале, а затем и главным руководителям, одновременно вкладывая деньги в филиал и получая часть дохода. В 1453 году, его перевели в женевский филиал (в который он ранее делал вклады, не прекращая инвестировать деньги и в авиньонское отделение), а в 1458 году он вернулся во Флоренцию и занял должность советника Пьеро и Лоренцо Медичи (преемника Козимо); вскоре он женился. Спустя некоторое время, Франческо повысили до высшей должности в банке Медичи, которой только мог достичь посторонний человек, не член семьи: «Главный управляющий» (Лоренцо называл его nostro ministro).
Среди прочего, Сассетти является важной личностью в исследованиях истории банка Медичи из-за некоторых уцелевших документов, хранившихся у него: его «тайная бухгалтерская книга» или libro segreto — собрание личных приходно-расходных книг, которые велись им между 1462 и 1472 годами. Они бесценны за их полный и правдивый отчёт о финансах Сассетти и за свет, который они проливают на внутреннюю работу банка, когда он был главным управляющим. Они также интересны тем, что показывают, как Сассетти широко использовал процентные вклады и реинвестировал свои доходы из филиалов семьи Медичи в другие предприятия.
Сассетти часто фигурировал в процессе конечного упадка банка Медичи. Ранним признаком этого был почти провал лионского филиала из-за продажности управляющего, которого Сассетти спас — но как у главного руководителя, у него должны были возникнуть подозрения по поводу высоких доходов, о которых ответственный за них управляющий филиалом Лионетто де Росси отчитался и проверил книги до того, как случились такие события, особенно с того момента, как он был партнёром в этом филиале, даже если бы он не был в других.
Это был его долг контролировать местных управляющих, проверять их отчёты и устанавливать правила, которым они должны были следовать… Беспечным руководителям делался выговор и их вызывали во Флоренцию с отчётами. Кажется, Сассетти смягчил эту политику и дал гораздо больше свободы действий руководителям дочерних компаний.
Сассетти ещё более виновен в провале филиала в Брюгге. Он последовательно отверг все замечания Анжело Тани, который был против авантюр руководителя филиала Томмасо Портинари, и даже скрыл последнюю проверку дел Портинари, который кредитовал чрезмерно много светских правителей и потом так сильно обанкротился, что долгосрочная жизнеспособность банка Медичи была ухудшена.
Де Рувер замечает в бухгалтерских методах учёта libro segreto растущую рассеянность Сассетти, который был более заинтересован светско-гуманистической деятельностью, то есть коллекционированием книг и постройкой капеллы Сассетти — так же, как и его покровитель, Лоренцо Великолепный.